# Sidomukti (Kembangbahu)
Sidomukti is een bestuurslaag in het regentschap Lamongan van de provincie Oost-Java, Indonesië. Sidomukti telt 1875 inwoners (volkstelling 2010).